# Rußdorf (Hilbersdorf)
Rußdorf ist ein Ortsteil von Hilbersdorf im Landkreis Greiz in Thüringen.

## Geografie
Rußdorf befindet sich nordöstlich von Hilbersdorf und ist über die Kreisstraße 116 zu erreichen. Die Gemarkung des Dorfes liegt östlich von Wünschendorf auf einer Geländetage östlich der Weiße Elsterniederung weiterführend in die Schmöllner-Altenburger Hügelland. Östlich von Rußdorf verläuft die Bahnstrecke Seelingstädt–Paitzdorf.

## Geschichte
Am 25. Juni 1230 wurde der Ort erstmals urkundlich erwähnt.